# Andreï Foursenko
Andreï Foursenko (en russe : Андрей Александрович Фурсенко), née le 17 juillet 1949 à Léningrad, est un homme d'affaires et un homme politique russe. Il est ministre de l'Éducation et de la Science entre 2004 et 2012 ; à cette date, comme plusieurs autres ministres (la ministre de la Santé Tatiana Golikova et celui des Transports Igor Levitine (en)), il est nommé conseiller auprès du président de la fédération de Russie, Vladimir Poutine, s'occupant toujours du domaine de l'éducation, mais cette fois-ci au Kremlin.
Il a le grade civil de conseiller d'État effectif de la fédération de Russie de 1re classe.

## Vie privée
Andreï Foursenko est père d'un fils, Alexandre. Il parle couramment anglais.

### Sources
- (en) Cet article est partiellement ou en totalité issu de l’article de Wikipédia en anglais intitulé « Tatyana Golikova » (voir la liste des auteurs) (octobre 2012).